# Will to Power
Will to Power är det tionde studioalbumet av det svenska metalbandet Arch Enemy, utgivet den 8 september 2017 på Century Media Records. Detta är det första albumet med gitarristen Jeff Loomis som blev medlem i bandet under 2014. Albumet blev nominerat till en Grammis för bästa hårdrock/metal 2017.

## Låtlista
| Nr           | Titel                                 | Text               | Musik                             | Längd |
| ------------ | ------------------------------------- | ------------------ | --------------------------------- | ----- |
| 1.           | Set Flame to the Night (instrumental) |                    | Michael Amott · Daniel Erlandsson | 1:18  |
| 2.           | The Race                              | Alissa White-Gluz  | Amott · Erlandsson                | 3:15  |
| 3.           | Blood in the Water                    | Amott              | Amott · Erlandsson                | 3:55  |
| 4.           | The World Is Yours                    | Amott              | Amott · Erlandsson                | 4:53  |
| 5.           | The Eagle Flies Alone                 | Amott              | Amott                             | 4:59  |
| 6.           | Reason to Believe                     | Amott              | Amott · Christopher Amott         | 4:47  |
| 7.           | Murder Scene                          | White-Gluz         | Amott · Erlandsson                | 3:50  |
| 8.           | First Day in Hell                     | White-Gluz         | Amott                             | 4:48  |
| 9.           | Saturnine (instrumental)              |                    | Erlandsson                        | 1:09  |
| 10.          | Dreams of Retribution                 | Amott              | Amott · C. Amott · Erlandsson     | 6:40  |
| 11.          | My Shadow and I                       | White-Gluz         | Amott                             | 4:05  |
| 12.          | A Fight I Must Win                    | Amott · White-Gluz | Amott · Erlandsson                | 6:37  |
| Total längd: | Total längd:                          | Total längd:       | Total längd:                      | 50:32 |

| 13.          | City Baby Attacked by Rats (Charged GBH cover) | Colin Abrahall · Ross Lomas · Colin Blyth · Andrew Williams | 2:48  |
| Total längd: | Total längd:                                   | Total längd:                                                | 53:20 |

## Medverkande
- Alissa White-Gluz − sång
- Michael Amott − gitarr, keyboard
- Jeff Loomis − gitarr
- Sharlee D'Angelo − elbas
- Daniel Erlandsson − trummor